# Зерноїд великий
Зерноїд великий (Sporophila frontalis) — вид горобцеподібних птахів родини саякових (Thraupidae). Мешкає в Південній Америці.

## Опис
Довжина птаха становить 12,5-13 см, вага 19,8-21 г. Виду притаманний статевий диморфізм. У самців голова сіра, над очима білі "брови", горло біле, під дзьобом білі "вуса". Верхня частина тіла оливково-коричнева, нижня частина тіла сіра, на крилах дві світлі смуги. Забарвлення самиць переважно оливковокоричневе, візерунок на голові відсутній, на крилах дві нечіткі коричневі смужки.

## Поширення і екологія
Великі зерноїди мешкають на південному сході Бразилії (від південної Баїї, Мінас-Жерайсу і Еспіріту-Санту вздовж атлантичного узбережжя до півночі штату Ріу-Гранді-ду-Сул, переважно в штатах Ріо-де-Жанейро і Сан-Паулу), іноді трапляються на півдні Парагваю та на північному сході Аргентини (Місьйонес). Вони живуть в бамбукових заростях у вологих атлантичних лісах. Зустрічаються на висоті до 1500 м над рівнем моря. Живляться насінням, а також комахами та їх личнками. Гніздяться у липні-вересні.

## Збереження
МСОП класифікує цей вид як вразливий. За оцінками дослідників, популяція великих зерноїдів становить від 3500 до 15000 птахів. Їм загрожує знищення природного середовища.